# Lucy McBath
Lucy McBath, née Lucia Kay Holman le 1er juin 1960 à Joliet, est une femme politique américaine. Membre du Parti démocrate, elle est élue à la Chambre des représentants, lors des élections américaines de 2018.

## Biographie
Lucy Holman naît à Joliet, dans l'Illinois, le 1er juin 1960. Son père, Lucien Holman, dentiste, édite durant les années 1960 The Black Voice in Joliet, un journal destiné à la communauté africo-américaine et a présidé le comité de la NAACP d'Illinois. Sa mère, Wilma, est infirmière.
Lucy McBath fait ses études à l'université d'État de Virginie, où elle obtient un diplôme en science politique en 1982. Après ses études, elle est stagiaire pour Douglas Wilder, puis elle travaille pour la compagnie Delta Air Lines à Atlanta.

### Engagement politique
En 2012, son fils, Jordan Davis, alors âgé de 17 ans, est tué par un homme qui tire sur la voiture dans laquelle Jordan se trouve, avec trois amis, trouvant que leur musique est trop forte. Il tire dix balles et l'une d'elles tue Jordan qui est assis sur la banquette arrière. À la suite de cet événement, Lucy McBath rejoint l'association nationale Moms Demand Action for Gun Sense in America, dont elle devient la porte-parole. Elle soutient notamment le défi My Brother's Keeper Challenge et elle apparaît en 2015 dans le documentaire 3 1/2 Minutes, 10 Bullets (en), consacré à la mort de son fils. Durant la campagne présidentielle de 2016, elle soutient Hillary Clinton et prend notamment la parole à la convention démocrate la même année,. Elle se prononce contre le port d'arme sur les campus universitaires (en), et participe à la fondation de l'association Champion In The Making Legacy, qui aide les lycéens diplômés à poursuivre leurs études et leur formation.

### Élections à la chambre des représentants en 2018
Elle envisage d'abord de se présenter aux élections de la Chambre des représentants de Géorgie, contre le représentant sortant, le républicain Sam Teasley, puis, elle choisit de se présenter contre Karen Handel, la titulaire du siège républicain à la Chambre des représentants des États-Unis pour la 6e circonscription de Géorgie,,,. Elle emporte les primaires du Parti démocrate, puis participe aux élections de novembre 2018, où elle obtient 159 268 voix contre 156 396 suffrages pour la représentante républicaine, Karen Handel.

### Vie personnelle
Lucy McBath vit à Marietta en Géorgie. Elle est mariée avec Curtis McBath.